# Municipio de Moorhead
El municipio de Moorhead (en inglés: Moorhead Township) es un municipio ubicado en el condado de Clay en el estado estadounidense de Minnesota. En el año 2010 tenía una población de 169 habitantes y una densidad poblacional de 5,57 personas por km².

## Geografía
El municipio de Moorhead se encuentra ubicado en las coordenadas 46°49′31″N 96°42′18″O / 46.82528, -96.70500. Según la Oficina del Censo de los Estados Unidos, el municipio tiene una superficie total de 30.34 km², de la cual 30,34 km² corresponden a tierra firme y (0 %) 0 km² es agua.

## Demografía
Según el censo de 2010, había 169 personas residiendo en el municipio de Moorhead. La densidad de población era de 5,57 hab./km². De los 169 habitantes, el municipio de Moorhead estaba compuesto por el 97,63 % blancos, el 1,18 % eran asiáticos y el 1,18 % eran de una mezcla de razas. Del total de la población el 2,96 % eran hispanos o latinos de cualquier raza.